# برایان ادگلی
برایان ادگلی (انگلیسی: Brian Edgley; ۲۶ اوت ۱۹۳۷ – ۱۸ فوریهٔ ۲۰۱۹) بازیکن فوتبال اهل بریتانیا بود.
از باشگاه‌هایی که در آن بازی کرده‌است می‌توان به باشگاه فوتبال بارنزلی، باشگاه فوتبال کاردیف سیتی، باشگاه فوتبال ادینگتون، باشگاه فوتبال برنتفورد، باشگاه فوتبال هرفورد یونایتد، و باشگاه فوتبال شروزبری تاون اشاره کرد.